# Hiskel Tewelde
Hiskel Tewelde (15 settembre 1986) è un mezzofondista e maratoneta eritreo.

## Palmarès
| Anno | Manifestazione             | Sede           | Evento         | Risultato | Prestazione | Note                                     |
| ---- | -------------------------- | -------------- | -------------- | --------- | ----------- | ---------------------------------------- |
| 2015 | Mondiali di cross          | Guiyang        | Corsa seniores | 41º       | 37'44"      |                                          |
| 2016 | Mondiali di mezza maratona | Cardiff        | Individuale    | 17º       | 1h03'26"    |                                          |
| 2016 | Mondiali di mezza maratona | Cardiff        | A squadre      | Bronzo    | 3h06'18"    |                                          |
| 2016 | Giochi olimpici            | Rio de Janeiro | 5000 m piani   | Batteria  | 13'30"23    |                                          |
| 2017 | Mondiali                   | Londra         | 10000 m piani  | 17º       | 27'49"62    | Miglior prestazione personale stagionale |
| 2022 | Mondiali                   | Eugene         | Maratona       | 44º       | 2h15'01"    | Miglior prestazione personale stagionale |

## Altre competizioni internazionali
2014
- 5º alla Mezza maratona di Keren ( Cheren) - 1h05'05"
- Oro alla Houtwijkkerstloop ( Dronten) - 1h05'43"
- Oro alla Montferland Run ( 's-Heerenberg), 15 km - 43'26"

2015
- 4º alla Mezza maratona di Valencia ( Valencia) - 1h00'31"
- Argento alla Mezza maratona di Göteborg ( Göteborg) - 1h01'19"
- Argento alla Mezza maratona di Asmara ( Asmara) - 1h04'24"
- 5º alla Yangzhou International Half Marathon ( Yangzhou) - 1h00'29"

2016
- 5º alla Dam tot Damloop ( Zaandam), 10 miglia - 47'19"
- Bronzo alla Zevenheuvelenloop ( Nimega), 15 km - 43'05"

2017
- Oro alla Mezza maratona di Boulogne-Billancourt ( Boulogne-Billancourt) - 1h01'13"
- Bronzo alla Mezza maratona di Houston ( Houston) - 1h01'17"
- 8º alla Mezza maratona di Praga ( Praga) - 1h01'31"
- 5º alla Mezza maratona di Cardiff ( Cardiff) - 1h01'43"

2018
- Argento alla Mezza maratona di Lille ( Lilla) - 1h00'04"
- Bronzo alla Maratona di Lubiana ( Lubiana) - 2h08'49"

2019
- 4º alla Maratona di Shanghai ( Shanghai) - 2h09'49"
- Oro alla Mezza maratona di Parigi ( Parigi) - 1h04'20"

2021
- 5º alla Maratona di Amsterdam ( Amsterdam) - 2h04'35"
- 9º alla Maratona di Enschede ( Enschede) - 2h10'07"

2022
- 15º alla Maratona di Valencia ( Valencia) - 2h07'11"